# Adam Birch
Adam Birch (18 de julho de 1979) é um lutador de wrestling profissional estadunidense, mais conhecido por seu trabalho na WWE sob o nome de ringue Joey Mercury. Birch também é conhecido por ter trabalhado diversos anos no circuito independente com o nome de Joey Matthews.
Em 2004, Birch assinou um contrato com a WWE e foi adicionado ao seu território de desenvolvimento, Ohio Valley Wrestling (OVW). Ele foi colocado à competição de tag-teams, onde foi parceiro de Johnny Nitro, vencendo o OVW Southern Tag Team Championship. Foi nessa época que Birch juntamente de Nitro e sua manager, Melina passaram a ser conhecidos como o grupo denominado MNM.
O grupo foi chamado até o SmackDown, fazendo sua estréia no dia 14 de abril de 2005. Não demorou muito para Birch e Nitro vencerem por algumas vezes o WWE Tag-Team Champioship. Depois de seu terceiro e último reinado terminado em maio de 2006, Nitro e Melina atacaram Birch, terminando então sua facção. No entanto, em novembro de 2006, a equipe se reuniu por um breve período, antes do fim do contrato de Birch, em março de 2007. Recebeu também o título de tag-team do ano pela revista Pro Wrestling Illustrated, em 2005.
Após sua passagem pela WWE, Birch continuou sua carreira no wrestling, aparecendo em várias promoções independentes, como a Ring of Honor. Em março de 2008, voltou a OVW, onde ganhou o OVW Television Championship. Em outubro de 2008, Birch anunciou sua aposentadoria do wrestling profissional, na sequência de uma lesão que sofreu. Sobre sua vida pessoal, Birch admitiu que usou drogas pela primeira vez com 15 anos de idade. Como resultado disto, ele teve overdoses inúmeras vezes. Birch falhou na Wellness Policy, o teste de drogas da empresa, resultando rapidamente em uma reabilitação de drogas. Desde então, ele disse que tem batido seus problemas com as drogas.
Em 2014, retornou para a WWE, se tornando guarda costas de Seth Rollins e fazendo parte da The Autority. Permaneceu na empresa até 2015.

## No wrestling
- Finishing moves
  - Double underhook DDT
  - Frankensteiner
  - Virginia Neck Tie (Hangman's neckbreaker)

- Signature moves
  - Abdominal stretch
  - Diving crossbody
  - Dropkick
  - Enzuiguri
  - Facebreaker
  - Finishing leg drop
  - Flapjack
  - Flying forearm smash
  - Front facelock girado em um falling reverse DDT
  - Gutbuster
  - Inverted atomic drop
  - Leg drop nas pernas do oponente
  - Northern lights suplex

- Com Johnny Nitro
- Finishing moves
  - Snapshot (Flapjack DDT)

- Signature moves
  - Aided enzuigiri
  - Double baseball slide dropkicks
  - Double gutbuster
  - Double facebuster
  - Leg drops simultâneos na garganta e pernas

- Com Christian York
  - Double Rebel Yelp (Frankensteiner - Matthews seguido de um diving elbow drop -York)
  - Full Effect (Double facebreaker)
  - Future Shock (Double powerbomb)

- Managers
  - Candie
  - Joel Gertner
  - Jillian Hall
  - Luxurios Lynne
  - Alexis Laree
  - Melina
  - Dave Prazak
  - Allison Wonderland
  - Talia Madison

- Músicas de entrada
  - "The Haunted" de The Walls of Jericho (Usada como parte da The Age of the Fall)
  - "Paparazzi" de Jim Johnston (2005 – março de 2007)
  - "This Fire Burns" de Killswitch Engage (Usada como parte da Straight Edge Society)

## Títulos e prêmios
- Atlantic Terror Championship Wrestling
  - ATCW Tag Team Championship (1 vez) – com Christian York

- American Wrestling Council
  - AWC Light Heavyweight Championship (1 vez)

- Independent Professional Wrestling Alliance
  - IPWA Light Heavyweight Championship (2 vezes)

- Maryland Championship Wrestling
  - MCW Cruiserweight Championship (1 vez)
  - MCW Heavyweight Championship (1 vez)
  - MCW Rage Television Championship (1 vez)
  - MCW Tag Team Championship (2 vezes) – com Christian York
  - Shane Shamrock Memorial Cup (2001)

- Mid-Eastern Wrestling Federation
  - MEWF Tag Team Championship (1 vez) – com Christian York

- National Wrestling Alliance
  - NWA Light Heavyweight Championship (1 vez)
  - NWA World Tag Team Championship (1 vez) – com Christian York

- Organization of Modern Extreme Grappling Arts
  - OMEGA Light Heavyweight Championship (2 vezes)

- Ohio Valley Wrestling
  - OVW Southern Tag Team Championship (1 vez) – com Johnny Nitro
  - OVW Television Championship (1 vez)

- Pro-Pain Pro Wrestling
  - 3PW Heavyweight Championship (1 vez)

- Pro Wrestling Illustrated
  - Tag Team do Ano (2005) com Johnny Nitro

- Southern Championship Wrestling
  - SCW Junior Heavyweight Championship (3 vezes)

- Steel City Wrestling
  - SCW Tag Team Championship (1 vez) – com Christian York

- Virginia Championship Wrestling
  - VCW Tag Team Championship (1 vez) – com Christian York

- WWE
  - WWE Tag Team Championship (3 vezes) – com Johnny Nitro